# Ernst Jakob Wetzel
Ernst Jakob Wetzel (* 25. Januar 1887 in Alsheim; † 29. August 1969 ebenda) war ein deutscher Landwirt, Weingutsbesitzer und Politiker (DVP, später CDU).

## Leben
Ernst Jakob Wetzel wurde als Sohn des Weingutsbesitzers Jean Wetzel geboren. Nach dem Besuch der Volksschule und dem Abitur an der Oberrealschule in Worms arbeitete er im elterlichen Betrieb. Parallel dazu bildete er sich an der Landwirtschafts- und Weinbauschule in Worms und Oppenheim fort. Von 1909 bis 1910 leistete er Militärdienst und von 1914 bis 1918 nahm er als Soldat am Ersten Weltkrieg teil, zuletzt als Reserveoffizier. Nach dem Kriegsende arbeitete er wieder im elterlichen Weinbaubetrieb, den er 1920 übernahm.
Wetzel trat 1918 in die Deutsche Volkspartei (DVP) ein und wurde in den Landesvorstand der DVP im Volksstaat Hessen gewählt. Er war seit 1920 Bürgermeister der Gemeinde Alsheim und seit 1924 Mitglied des Kreistages und des Kreisausschusses des Kreises Worms. Des Weiteren war er Mitglied des Provinziallandtages der Provinz Rheinhessen.
Nach der Machtübernahme der Nationalsozialisten musste Wetzel alle kommunalpolitischen Mandate niederlegen. 1933 wurde er auch als Alsheimer Bürgermeister abgesetzt und für acht Monate im KZ Osthofen interniert. 1942 schloss er sich der Widerstandsgruppe um Carl Friedrich Goerdeler, Wilhelm Leuschner und Erwin von Witzleben an. Im Zusammenhang der Ereignisse um das Attentat vom 20. Juli 1944 floh er in den Odenwald.
Im April 1945 wurde Wetzel zunächst von der alliierten Militärregierung als Bürgermeister von Alsheim eingesetzt, später dann zum Bürgermeister der Gemeinde gewählt. Das Bürgermeisteramt bekleidete er bis 1953. Er trat 1946 in die CDU ein und war Vorsitzender des CDU-Kreisverbandes Worms. Ab 1947 war er Präsident der Landwirtschaftskammer Rheinhessen.
Im Anschluss an die Errichtung des Landes Rheinland-Pfalz wurde Wetzel bei der ersten Landtagswahl 1947 über den Wahlkreis Rheinhessen in den Rheinland-Pfälzischen Landtag gewählt. Auch bei den folgenden Landtagswahlen in den Jahren 1951, 1955, 1959 und 1963 zog er jeweils ins Parlament ein. Dem Landtag gehörte er 20 Jahre lang ohne Unterbrechung bis 1967 an, in der letzten Legislaturperiode (1963–1967) als Alterspräsident. Zweimal, 1949 und 1953, kandidierte er auch für den Deutschen Bundestag, verpasste aber den Einzug ins Parlament.
Ernst Jakob Wetzel war seit 1922 mit Marie, geb. Volz, verheiratet.

## Ehrungen und Auszeichnungen
Wetzel führte den Ehrentitel Ökonomierat. 1955 wurde ihm das Große Verdienstkreuz des Verdienstordens der Bundesrepublik Deutschland verliehen.